# Eta Delphini
Eta Delphini (3 Delphini) é uma estrela na direção da constelação de Delphinus. Possui uma ascensão reta de 20h 33m 57.00s e uma declinação de +13° 01′ 37.9″. Sua magnitude aparente é igual a 5.39. Considerando sua distância de 173 anos-luz em relação à Terra, sua magnitude absoluta é igual a 1.77. Pertence à classe espectral A3IVs. É uma estrela variável suspeita.